# Toàn quyền Canada
Toàn quyền Canada là chức vụ đại diện cho Quốc vương hay Nữ vương của Canada trong việc thi hành các nhiệm vụ của người trị vì này trên toàn lãnh thổ của Liên bang Canada. Hiện nay, người trị vì của Canada, cùng với 15 quốc gia khác, là Vua Charles III. Vì nhiệm vụ đại diện này, người giữ chức vụ Toàn quyền thường được xem như Quốc trưởng của Canada trên thực tế (trong hiến pháp, Quốc trưởng của Canada là Vua Charles III). Nơi cư ngụ chính thức của người Đại diện cho nhà vua của Canada là Rideau Hall, một lâu đài bằng đá được xây năm 1838, tại Ottawa, Ontario; ngoài ra, khi đến Québec, vị Toàn quyền cư ngụ tại La Citadelle, một lâu đài trong cổ thành của Québec tại Thành phố Québec. Người hiện đang giữ chức vụ này là Mary May Simon.

## Lịch sử
Chức vụ Toàn quyền Canada có tên trong tiếng Anh là Governor General of Canada và trong tiếng Pháp là Gouverneur général du Canada, hay là Gouverneure générale du Canada cho trường hợp một phụ nữ, vì liên quan đến các chức vụ tương tự trong lịch sử thành lập Canada.
- Vào giữa thế kỷ 17, các thuộc địa của Pháp tại Bắc Mỹ (một phần lớn của Québec hiện nay, Acadia và lãnh thổ Louisiana) đã cần một người cai trị. Đầu tiên, chức vụ của người cai trị này có tên là Gouverneur général de la Nouvelle France; người nắm chức vụ này một cách không chính thức là nhà thám hiểm Samuel de Champlain, người đặt nền móng xây dựng Québec, trong khi người nắm chức vụ này một cách chính thức là Charles Huault de Montmagny. Đến năm 1663 vua Louis XIV đổi tên của chức vụ này thành Gouverneur général và phong cho Augustin de Saffray de Mésy.
- Hơn 100 năm sau, Pháp mất gần hết các thuộc địa tại Bắc Mỹ cho Anh. Các thuộc địa này được gọi là province (tỉnh) của Đế quốc Anh (như Tỉnh Quebec, Tỉnh Nova Scotia,...) và mỗi tỉnh có một Governor (Thống đốc) cai trị. Đến thập niên 1780 thì chính phủ Anh đặt tất cả các thuộc địa tại Bắc Mỹ dưới quyền một người với chức vụ Governor-in-Chief, hay Governor General (Toàn quyền). Người nắm chức vụ này đầu tiên là Guy Carleton, Nam tước Dorchester vào năm 1786.

Toàn quyền Canada ngày nay có rất ít quyền.
Vai trò của Toàn quyền cũng thay đổi rất nhiều trong thế kỷ 19 và thế kỷ 20.
- Sau cuộc Khởi nghĩa 1837, chính phủ Anh chấp nhận cho các tỉnh được quyền thành lập chính phủ của riêng họ. Việc đó dẫn đến sự giảm thiểu vai trò cai trị hành chính của chức vụ Toàn quyền.
- Vào năm 1926, Thủ tướng William Lyon Mackenzie King yêu cầu Julian H.G. Byng, Tử tước Byng của Vimy (vị Toàn quyền lúc đó của Canada) giải tán quốc hội và gọi tổng tuyển cử. Byng, dùng một phần quyền lực còn lại của mình, từ chối vì cuộc tổng tuyển cử trước chỉ xảy ra vài tháng trước đó. Sau khi King từ chức, Byng lại gọi lãnh tụ đối lập là Arthur Meighen ra lập chính phủ. King nghĩ là Byng đã đi ra ngoài giới hạn nên, khi được lập chính phủ trở lại, đã giới hạn thêm quyền lực của Toàn quyền.
- Với Tuyên ngôn Balfour 1926 và Quy chế Westminster (1931), quyền lực của chức vụ bị hạn chế thêm. Tuyên ngôn Balfour xem các quốc gia thuộc địa cũ của Đế quốc Anh là ngang hàng với Anh, do đó vai trò của Toàn quyền là đại diện cho nhà vua, không phải cho chính phủ Anh. Quy chế Westminster bãi bỏ khái niệm là toàn thể các lãnh thổ (Anh, Canada, Úc, Bahamas...) là một vương quốc; trái lại, mỗi quốc gia là một vương quốc và các vương quốc này có chung một người trị vì. Từ đó các người đại diện cho nhà vua không còn là người Anh được gửi sang từ Anh nữa.

## Danh sách

### Từ khi thành lập liên bang (1867 - nay)
| Tên                                                                          | Chân dung | Thời gian   | Đại diện cho                     | Ghi chú                                                                |
| ---------------------------------------------------------------------------- | --------- | ----------- | -------------------------------- | ---------------------------------------------------------------------- |
| 1. Charles Stanley Monck, Tử tước Monck                                      |           | 1867 - 1869 | Victoria                         |                                                                        |
| 2. John Young, Nam tước Lisgar                                               |           | 1869 - 1872 | Victoria                         |                                                                        |
| 3. Frederick Temple Hamilton-Temple-Blackwood, Hầu tước xứ Dufferin và Ava   |           | 1872 - 1878 | Victoria                         |                                                                        |
| 4. John George Edward Henry Douglas Sutherland Campbell, Công tước xứ Argyll |           | 1878 - 1883 | Victoria                         |                                                                        |
| 5. Henry Charles Keith Petty-Fitzmaurice, Hầu tước xứ Lansdowne              |           | 1883 - 1888 | Victoria                         |                                                                        |
| 6. Frederick Stanley, Bá tước xứ Derby                                       |           | 1888 - 1893 | Victoria                         |                                                                        |
| 7. John Campbell Hamilton-Gordon, Hầu tước xứ Aberdeen và Temair             |           | 1893 - 1898 | Victoria                         |                                                                        |
| 8. Gilbert John Elliot-Murray-Kynynmound, Bá tước xứ Minto                   |           | 1898 - 1904 | Victoria, Edward VII             |                                                                        |
| 9. Albert Henry George Grey, Bá tước Grey                                    |           | 1904 - 1911 | Edward VII, George V             |                                                                        |
| 10. Hoàng thân Arthur Saxe-Coburg-Gotha, Công tước xứ Connaught              |           | 1911 - 1916 | George V                         |                                                                        |
| 11. Victor Cavendish, Công tước xứ Devonshire                                |           | 1916 - 1921 | George V                         |                                                                        |
| 12. Julian H.G. Byng, Tử tước Byng xứ Vimy                                   |           | 1921 - 1926 | George V                         |                                                                        |
| 13. Freeman Freeman-Thomas, Hầu tước xứ Willingdon                           |           | 1926 - 1931 | George V                         |                                                                        |
| 14. Vere Brabazon Ponsonby, Bá tước xứ Bessborough                           |           | 1931 - 1935 | George V                         |                                                                        |
| 15. John Buchan, Nam tước Tweedsmuir                                         |           | 1935 - 1940 | George V, Edward VIII, George VI |                                                                        |
| *. Sir Lyman Poore Duff                                                      |           | 1940        | George VI                        | Tạm quyền trong vài tháng vì Nam tước Tweedsmuir chết                  |
| 16. Alexander Cambridge, Bá tước xứ Athlone                                  |           | 1940 - 1946 | George VI                        |                                                                        |
| 17. Harold Alexander, Bá tước Alexander xứ Tunis                             |           | 1946 - 1952 | George VI                        |                                                                        |
| 18. Vincent Massey                                                           |           | 1952 - 1959 | Elizabeth II                     | Người Canada đầu tiên                                                  |
| 19. Georges Vanier                                                           |           | 1959 - 1967 | Elizabeth II                     | Người Canada nói tiếng Pháp đầu tiên                                   |
| *. Robert Taschereau                                                         |           | 1967        | Elizabeth II                     | Tạm quyền trong vài tháng vì Georges Vanier chết                       |
| 20. Roland Michener                                                          |           | 1967 - 1974 | Elizabeth II                     |                                                                        |
| 21. Jules Léger                                                              |           | 1974 - 1979 | Elizabeth II                     |                                                                        |
| 22. Edward Schreyer                                                          |           | 1979 - 1984 | Elizabeth II                     | Gốc Đức                                                                |
| 23. Jeanne Sauvé                                                             |           | 1984 - 1990 | Elizabeth II                     | Người phụ nữ đầu tiên                                                  |
| 24. Ramon John Hnatyshyn                                                     |           | 1990 - 1995 | Elizabeth II                     | Gốc Ukraina                                                            |
| 25. Roméo LeBlanc                                                            |           | 1995 - 1999 | Elizabeth II                     | Gốc Acadia                                                             |
| 26. Adrienne Clarkson                                                        |           | 1999 - 2005 | Elizabeth II                     | Phụ nữ, gốc Á (sinh tại Hong Kong)                                     |
| 27. Michaëlle Jean                                                           |           | 2005 - 2010 | Elizabeth II                     | Phụ nữ, gốc Haiti (sinh tại Haiti)                                     |
| 28. David Lloyd Johnston                                                     |           | 2010 - 2017 | Elizabeth II                     |                                                                        |
| 29. Julie Payette                                                            |           | 2017 - 2021 | Elizabeth II                     |                                                                        |
| *. Richard Wagner                                                            |           | 2021        | Elizabeth II                     | Tạm quyền trong vài tháng vì Julie Payette từ chức                     |
| 30. Mary May Simon                                                           |           | 2021 - nay  | Elizabeth II - Charles III       | Cố nữ vương Elizabeth II băng hà vào ngày 08/09/2022 theo giờ Luân Đôn |

### Khi còn làTỉnh Canada(1838 - 1867)
| Tên                                           | Chân dung' | Thời gian   | Đại diện cho | Ghi chú |
| --------------------------------------------- | ---------- | ----------- | ------------ | ------- |
| 1. John George Lambton, Bá tước xứ Durham     |            | 1838 - 1839 | Victoria     |         |
| 2. Charles Poulett Thomson, Nam tước Sydenham |            | 1839 - 1841 | Victoria     |         |
| 3. Lord Charles Bagot                         |            | 1842 - 1843 | Victoria     |         |
| 4. Charles Metcalfe, Nam tước Metcalfe        |            | 1843 - 1845 | Victoria     |         |
| 5. Charles Murray Cathcart, Bá tước Cathcart  |            | 1846 - 1847 | Victoria     |         |
| 6. James Bruce, Bá tước xứ Elgin              |            | 1847 – 1854 | Victoria     |         |
| 7. Sir Edmund Walker Head                     |            | 1854 - 1861 | Victoria     |         |
| 8. Charles Stanley Monck, Tử tước Monck       |            | 1861 - 1867 | Victoria     |         |